# Щасливе (Бериславський район)
Щасливе (до 2016 р. — Ка́рло-Ма́рксівське, до 1946 р. — Гофенталь) — село в Україні, у Великоолександрівській селищній громаді Бериславського району Херсонської області. Населення становить 129 осіб.

## Населення

### Мовний склад
Рідна мова населення за даними перепису 2001 року:
| Мова       | Чисельність, осіб | Доля     |
| ---------- | ----------------- | -------- |
| Українська | 128               | 99,22 %  |
| Інше       | 1                 | 0,78 %   |
| Разом      | 129               | 100,00 % |

## Історія
7 (20) листопада 1917 року, відповідно до Третього Універсалу Української Центральної Ради, увійшло до складу Української Народної Республіки.
До 2016 року село носило назву Карло-Марксівське.
12 червня 2020 року, відповідно до Розпорядження Кабінету Міністрів України від № 726-р «Про визначення адміністративних центрів та затвердження територій територіальних громад Херсонської області», увійшло до складу Великоолександрівської селищної громади.
19 липня 2020 року, в результаті адміністративно-територіальної реформи та ліквідації  Великоолександрівського району увійшло до складу Бериславського району.
Під час широкомасштабного російського вторгнення в Україну було тимчасово окуповане російськими військами з кінця лютого 2022 року до його визволення в ході контрнаступу в Херсонській області у листопаді того ж року.